# 110 Лидија
110 Лидија (лат. 110 Lydia) је астероид главног астероидног појаса са пречником од приближно 86,09 km.
Афел астероида је на удаљености од 2,946 астрономских јединица (АЈ) од Сунца, а перихел на 2,520 АЈ.
Ексцентрицитет орбите износи 0,077, инклинација (нагиб) орбите у односу на раван еклиптике 5,972 степени, а орбитални период износи 1651,001 дана (4,520 године).
Апсолутна магнитуда астероида је 7,80 а геометријски албедо 0,180.
Астероид је откривен 19. априла 1870. године.